# Charline Mathias
Charline Mathias (23 mei 1992) is een atlete uit Luxemburg.
Op de Olympische Zomerspelen van Rio de Janeiro in 2016 nam Mathias voor Luxemburg deel aan het onderdeel 800 meter.
Met een tijd van 2:09,30 werd ze achtste in haar serie, en ging ze niet door naar de halve finale.
In 2018 liep ze op de 800 en de 1000 meter twee nationale records.
Indoor behaalde ze ook nationale records op de 400, 800 en 3000 meter, en op de 4x400 meter estafette.

## Persoonlijk record
| Onderdeel | Resultaat | Jaar |
| --------- | --------- | ---- |
| 800 m     | 2:00.35   | 2018 |
| 1500 m    | 4:12.57   | 2017 |
| 4x400 m   | 3:42.67   | 2017 |

| Onderdeel | Resultaat | Jaar |
| --------- | --------- | ---- |
| 400 m     | 55.80     | 2010 |
| 800 m     | 2:04.32   | 2017 |

## Privé
Mathias studeerde in Frankrijk aan de universiteit, daarna ging ze parttime werken bij BGL BNP Paribas, om haar werk met atletiek te kunnen combineren.
- World Athletics: 14335470